# Alexei Nikolajewitsch Titow
Alexei Nikolajewitsch Titow (russisch Алексей Николаевич Титов; * 12. Julijul. / 23. Juli 1769greg. in Sankt Petersburg; † 8. Novemberjul. / 20. November 1827greg. ebenda) war ein russischer Komponist.
Der Generalmajor der Gardekavallerie und Sohn des Komponisten Nikolai Titow wirkte in St. Petersburg als erfolgreicher Opernkomponist. Außer etwa zwanzig Opern komponierte er auch Ballette und Melodramen. Auch von seinem Bruder Sergej Titow sind mehrere Opern überliefert.
Alexei Titow war der Vater der Komponisten Nikolai und Michail Titow.